# Micronazione
Una micronazione è un'entità creata da una persona, o da un piccolo numero di persone, che pretende di essere considerata come nazione o Stato indipendente, ma che tuttavia non è riconosciuta dai governi e dalle maggiori organizzazioni internazionali.

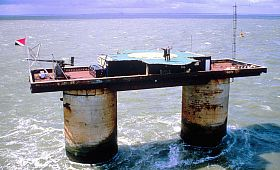
Il Principato di Sealand.

Il termine è nato negli anni 1970 per descrivere le tantissime "entità autodichiarate" che nascevano in quel periodo, in genere di piccole dimensioni e di esistenza effimera. A partire dagli anni 2000 alcune di esse si sono definite quinto mondo , in senso polemico in relazione alla classificazione degli Stati del mondo (primo, secondo, terzo e quarto mondo).

## Storia

### Franche confinarie e territori residuali
Nel Medioevo esistevano piccole franche teocratiche di confine, dei microstati, in cui spesso si è esercitata in termini politici il potere delle Abbazie "Nullius Dioecesis". È il caso, ad esempio, dell'Abbazia delle Tre Fontane cistercense a Roma che possedeva politicamente (secolo XII) l'isola di Ponza, l'isola del Giglio e qui il monastero di San Giovanni Battista, l'isola di Giannutri, l'Argentario, Orbetello, Ansedonia, Serpeta, Montalto di Castro, Nemi, Manoppello, Vada e altri territori ultramarini "per cento miglia e più" (Sardegna, ecc.), per concessione dell'imperatore Carlo Magno (803) al quale si facevano risalire le dinamiche politiche autonome rispetto allo Stato Pontificio. Buona parte di questi territori furono occupati militarmente dalla Repubblica di Pisa nel 1250. 
Andorra è un'antica franca teocratica medioevale di confine risalente al 1278, e ancora vigente.
Per un errore confinario tra gli attuali comuni di San Giustino in Umbria e di Sansepolcro in Toscana, causato nel 1441 quando venne posto il confine tra lo Stato Pontificio e il Granducato di Toscana, fino al 1826 è esistita la Repubblica di Cospaia, microstato che costituì una zona franca estesa 300 ettari, dedita al commercio del tabacco. Fu abrogata nel 1826 e il territorio venne diviso tra lo Stato Pontificio e il Granducato di Toscana; al primo venne assegnato il colle sul quale sorge il paese, oggi frazione del comune di San Giustino, mentre parte della pianura sottostante è compresa nel comune di Sansepolcro. Il confine antico rimase in essere a livello diocesano tra la diocesi di Sansepolcro e la diocesi di Città di Castello e fu rettificato nel 1938 secondo quello provinciale.

### Dal colonialismo individuale agli "Stati" fittizi
Il XIX secolo vide la crescita del concetto dello Stato-nazione, e le prime micronazioni vennero alla luce proprio in quel periodo. Il fenomeno era in controtendenza rispetto alla pretesa degli Stati di subordinare le iniziative dei privati, compresa la fondazione di colonie, alla propria sovranità. La maggioranza furono opera di avventurieri o speculatori, e alcuni ebbero grandissimo successo. Le Isole Cocos e Keeling sono un caso particolare, governate dalla famiglia Clunies-Ross, come "re delle Isole Cocos", o Sarawak, amministrato dai "Rajah bianchi" della casata Brooke. Si tratta di casi eccezionali di "Stati feudali", tollerati dalla Gran Bretagna e sopravvissuti fino al XX secolo.
Peter Lamborn Wilson ha suggerito anche di considerare l'utopia pirata collocabile negli Stati barbareschi nel XVI secolo come un antico esempio di micronazione.
Meno vincenti furono invece progetti come il Regno di Araucanía e Patagonia (1860-1862) nella parte meridionale del Cile e dell'Argentina, e il Regno di Sedang (1888-1890) nell'Indocina francese. Una delle più antiche micronazioni ancora in vita è il Regno di Redonda, fondato sull'omonima isoletta caraibica nel 1865: cosa singolare, il Regno di Redonda è una sorta di associazione letteraria con un suo re e una sua nobiltà (attualmente, tuttavia, vi sono ben quattro candidati che ne rivendicano il trono).
Nel XX secolo Martin Coles Harman, proprietario dell'Isola di Lundy, coniò monete e francobolli per uso privato. Sebbene l'isola fosse governata come un feudo virtuale, il suo proprietario non ha mai preteso l'indipendenza dal Regno Unito, così l'Isola di Lundy può essere descritta come un precursore delle micronazioni territoriali che vennero più tardi.
Durante la seconda guerra mondiale, il Regno Unito impiantò molte piattaforme artificiali marine fuori dalle acque territoriali, situate nel Mare del Nord in corrispondenza degli estuari del Tamigi e del Mersey, per proteggere, con batterie contraeree, i suoi centri industriali; queste piattaforme, vere isole artificiali, presero il nome di fortezze marittime Maunsell (Maunsell Sea Forts), dal nome del loro ideatore, Guy Anson Maunsell.
Dopo la guerra queste strutture furono abbandonate e, all'inizio degli anni sessanta, molte stazioni radiofoniche pirata ne presero possesso, irradiando le loro trasmissioni dall'"estero" verso il Regno Unito.
L'11 maggio 1956 L'avvocato Tomás Cloma e una quarantina di altri uomini fondarono il "Free Territory of Freedomland" (Territorio Libero di Freedomland), una micronazione indipendente popolarissima tra i filippini, situata sulle isole tra le Filippine e le Isole Spratly, perciò l'allora dittatore Ferdinand Marcos imprigionò il cittadino freedomlandese e filippino Tomás Cloma e ottenne così da questi la cessione di Freedomland alle Filippine.

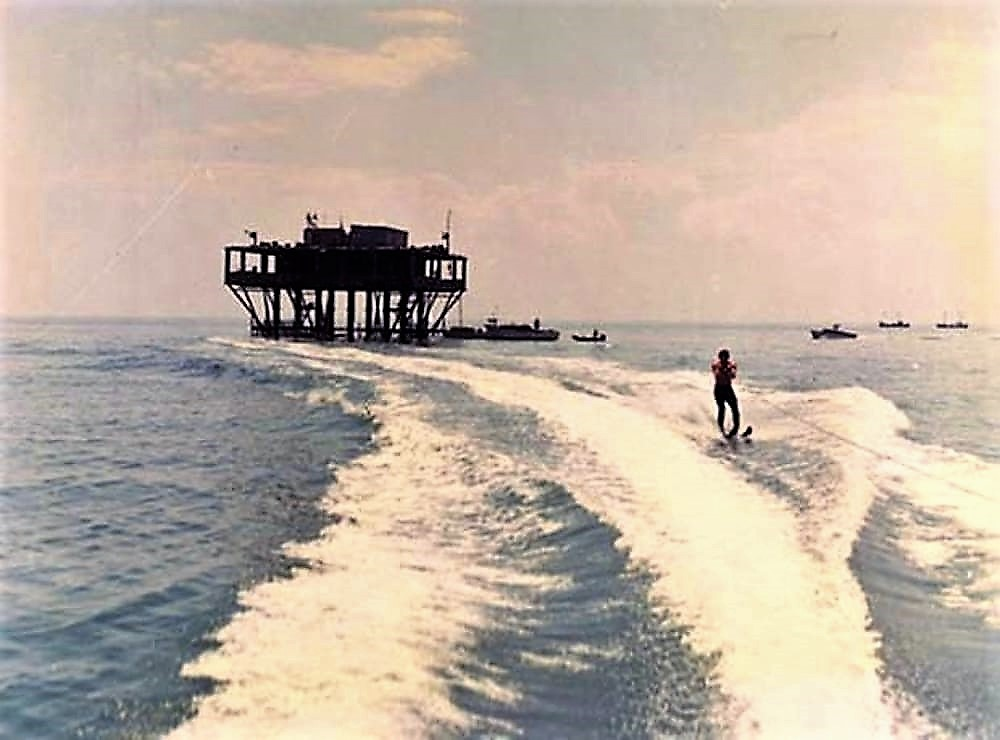
L'Isola delle Rose

Gli anni sessanta e settanta videro un rinascimento micronazionale con la fondazione di diverse micronazioni territoriali. La prima di queste, il Principato di Sealand, è stata fondata nel 1967 su una piattaforma abbandonata della seconda guerra mondiale. Altre invece si basarono su progetti che richiedevano la costruzione di isole artificiali, ma soltanto due di essi seppero mantenersi al di sopra del livello del mare.

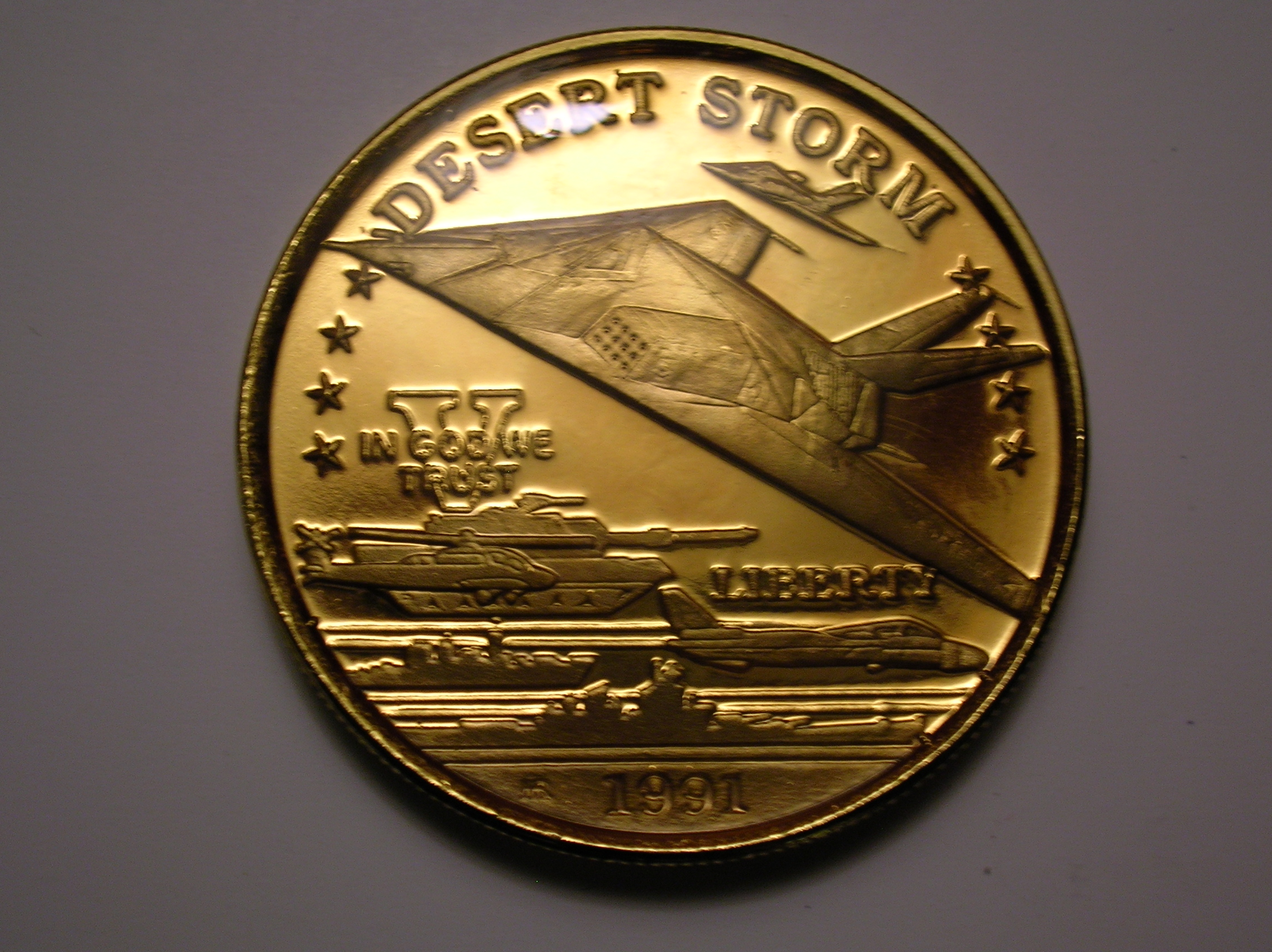
Una moneta di Hutt River

L'isola delle Rose fu una piattaforma di 400 m² costruita in acque internazionali al largo della città di Bellaria-Igea Marina (RN) nel Mar Adriatico; nel 1968 su iniziativa dell'ing. Giorgio Rosa, suo progettista e costruttore, fu proclamata l'indipendenza della Repubblica Esperantista dell'Isola delle Rose (Esperanta Respubliko de la Insulo de la Rozoj). Furono emessi francobolli, e furono attivi sulla piattaforma artificiale un ufficio postale, un ristorante e un night club. La lingua internazionale esperanto fu dichiarata lingua ufficiale. Il governo italiano mandò la Guardia di Finanza a mettere fine a tali attività e, successivamente, fece smantellare l'isola dai sommozzatori della Marina.
La Repubblica di Minerva venne formata nel 1972 come progetto per un nuovo paese libertario da un uomo d'affari statunitense chiamato Michael Oliver. Il gruppo di Oliver condusse operazioni di dragaggio sugli scogli di Minerva, un fondale marino che si trova nell'oceano Pacifico a sud di Figi. Riuscirono a creare un'isola artificiale, ma i loro sforzi per ottenere il riconoscimento internazionale non ebbero risultato, e la vicina Tonga inviò una forza militare e si annetté l'area.
Il Principato di Freedonia fu un progetto libertario che provò ad affittare una parte di territorio dal Sultano di Awdal nel Somaliland nel 2001. Il malcontento pubblico portò alla rivolta e alla morte di un somalilandese.
L'Australia è stata un vero teatro di attività micronazionale negli ultimi tre decenni del XX secolo. Il Principato di Hutt River Province ebbe origine nel 1970 quando il principe Leonard (Leonard George Casley) dichiarò la sua proprietà agricola indipendente dopo una disputa sulle aliquote per il frumento. Nel 1981 la protesta politica di un gruppo di giovani di Sydney portò alla creazione di Atlantium.

### L'impulso di Internet
A partire dagli anni novanta l'attività micronazionale ottenne uno stimolo ulteriore, quando la popolarità di Internet diede la possibilità a molti di promuovere le loro attività a un pubblico globale. Come risultato di ciò, il numero delle cosiddette "nazioni virtuali" è cresciuto vertiginosamente da allora.

## Caratteristiche
Le micronazioni hanno un numero di attributi in comune:
1. Una forma e struttura apparentemente simile a quella degli Stati sovrani, quindi dichiarano di avere reclami territoriali, istituzioni governative, simboli ufficiali, e cittadini.
2. Sono generalmente piccoli sia per estensione, sia per numero dei pretesi "cittadini".
3. Le micronazioni spesso emettono, in apparenza, strumenti nazionali formali come francobolli, monete, banconote[12], passaporti, onorificenze, e titoli nobiliari.

Le pretese di sovranità hanno carattere più o meno fittizio, talora apertamente parodistico.
Piccoli Stati ufficialmente riconosciuti, scomparsi o ancora esistenti, come il Principato di Monaco e San Marino, vengono talvolta erroneamente chiamati micronazioni, ma questi Paesi sono propriamente denominati microstati.

## Peculiarità
Le micronazioni differiscono dalla secessione e dall'autodeterminazione, in quanto sono di natura eccentrica, geograficamente minima, ed effimere. Spesso queste iniziative vengono ignorate dagli Stati nazionali, che non vi ravvisano un'ingerenza nella propria sovranità; in qualche caso vengono incoraggiate dalle amministrazioni locali, allo scopo di promuovere il territorio (per lo più a livello turistico): è il caso della Repubblica di Saugeais e del Regno di L'Anse-Saint-Jean.
Ci sono micronazioni che danno un'apparente veste formale a comunità politiche, culturali, sociali, linguistiche ed economiche; alcune sono ricostruzioni storiche (particolarmente del mondo romano o del mondo medievale) o letterarie, altre hanno solo un fine beffardo o dichiaratamente ludico, e nascono anche solo per la pura pubblicità megalomane di una persona eccentrica. Altre nascono anche come veicolo di propaganda culturale o di protesta sociale, o per una motivazione fraudolenta. Generalmente alle micronazioni manca qualsiasi riconoscimento ufficiale, anche per la mancanza di territorio, e quindi vengono spesso chiamate Stati di carta o Stati virtuali, in quanto possono manifestarsi solo sulla carta, in Internet o nella mente del loro creatore. Un carattere peculiare, infatti, è la mancanza di relazioni diplomatiche cogli Stati nazionali e con le maggiori organizzazioni internazionali (certe sedicenti rappresentanze diplomatiche, non essendo accreditate, di diritto e di fatto sono iniziative parodistiche o ludiche).
Oggi anche le micronazioni con un preteso radicamento territoriale o materiale hanno un loro sito su Internet, che è diventata la nuova frontiera della sperimentazione sociale in questo senso. Lo studio delle micronazioni è chiamato micropatrologia (spesso invece il termine è riferito allo studio dei microstati), mentre la nascita e lo sviluppo delle micronazioni è noto come micronazionalismo e gli attivisti sono detti micronazionalisti.

## Categorie di micronazioni
Si possono distinguere otto tipi di micronazioni:
1. Comunità politiche, sociali, ed economiche
2. Ricostruzioni storiche
3. "Ludo nazioni" o nazioni con scopo di intrattenimento personale
4. Repliche di opere letterarie o cinematografiche
5. Veicoli di propaganda o protesta sociale
6. Micronazioni con motivazione fraudolenta
7. Anomalie storiche e aspiranti stati
8. Progetti di nuove nazioni